# تشلمبر
تشلمبر هي قرية في مقاطعة خلخال، إيران. عدد سكان هذه القرية هو 103 في سنة 2006.